# Hassanal Bolkiah
Hassanal Bolkiah Mu'izzaddin Waddaulah (volledige naam: Sultan Haji Hassanal Bolkiah Mu'izzaddin Waddaulah ibni Al-Marhum Sultan Haji Omar Ali Saifuddien Sa'adul Khairi Waddien) (Bandar Seri Begawan, 15 juli 1946) is sultan, premier en minister (Defensie en Financiën) van Brunei. Hij werd sultan op 4 oktober 1967.

## Bezit
Hij bezit onder meer:
- het grootste woonpaleis ter wereld; het Istana Nurul Iman beslaat 200.000 m² en heeft 1.788 kamers. Verder zijn er o.a. 257 badkamers, een banketzaal voor 5.000 gasten en een grote moskee. Architect is Leandro Locsin (Filipijnen). Het paleis werd voltooid in 1984 voor een totale kostprijs van ongeveer 1,4 miljard dollar.[1]
- bijna 7000 luxewagens waaronder 350 Rolls-Royces, negen McLaren F1-wagens, een unieke estate-uitvoering van een Ferrari 456 GT (een zeer zeldzame stationwagen-uitvoering van een sportwagen), een Ferrari F50, een Bugatti EB110 en zes Dauer 962 LM's;
- negen vliegtuigen waaronder twee Boeings en één Airbus;
- twee helikopters;
- de keten Dorchester Hotels.